# قناة الوطن الجزائرية
قناة الوطن الجزائرية (بالإنجليزية: El Watan Al Djazairia) هي قناة جزائرية فضائية ناطقة باللغة العربية تأسست على يد حركة حمس الإسلامية وعدد من المثقفين العرب من الجزائر والعالم العربيّ.

## البرامج
- حصاد الوطن
- أنا في حومتي
- زينة الحياة
- صحتك في الميزا
- زوايا اقتصادية
- شفاء السائلين
- عيون الوطن
- حديث الصحافة
- شباب
- لقاء خاص
- ملفات
- كنوز الاسلام
- لمتنا بنينة